# Flemming Niemann
Flemming Niemann (* 7. August 1996 in Minden) ist ein deutscher Fußballtorwart, der beim SV Rödinghausen unter Vertrag steht.

## Karriere
Niemann wurde in den Jugendmannschaften von Arminia Bielefeld und beim Karlsruher SC fußballerisch ausgebildet. Sowohl für die Arminia als auch für den KSC stand er während seiner A-Jugendzeit mehrmals im jeweiligen Oberligakader, kam jedoch erst für Karlsruhe zu seinem Debüt im Herrenbereich in der Saison 2015/16.
Ab Sommer 2016 stand er drei Jahre lang im Regionalligakader des FC Augsburg II, wo er sich mit Lucca Nagel abwechselte. In seiner letzten Spielzeit für die Fuggerstädter war Niemann vor Nagel die erste Wahl im Tor, spielte aber mit der Mannschaft lediglich um den Klassenerhalt.
Zur Drittligasaison 2019/20 unterschrieb der Ostwestfale einen Zweijahresvertrag beim FC Carl Zeiss Jena als Nachfolger des bisherigen Ersatztorhüters Raphael Koczor, der zum TSV Steinbach Haiger gewechselt war. Nach zwei Einsätzen im Thüringer Landespokal kam Niemann am 19. Spieltag beim 2:1 in Großaspach für Stammkeeper Jo Coppens, der sich an der Schulter verletzt hatte, eine halbe Stunde vor Schluss aufs Feld.
Ende August 2021 wechselte Niemann in die Regionalliga Nord zum BSV Rehden und spielte dort zwei Jahre lang. Nachdem er ein halbes Jahr vereinslos war schloss er sich im Januar 2024 dem West-Regionalligisten SV Rödinghausen an.